# دمنا گواسالیا
دمنا گواسالیا (گرجی: დემნა გვასალია؛ زادهٔ ۲۵ مارس ۱۹۸۱) طراح مد اهل گرجستان است.